# Tabulatorzeichen
Ein Tabulatorzeichen ist ein Steuerzeichen, das in Textdateien je nach der auswertenden Software-Anwendung anzeigt, dass die Positionierung für ein folgendes Textzeichen horizontal (zum nächsten Tabulatorstopp) oder vertikal gemäß den Einstellungen der Software-Anwendung vorzuschieben ist, oder dass ein folgendes Textzeichen zur nächstfolgenden Spalte in einer Tabelle gehört (dann ist die Datei als CSV-Datei mit dem Tabulatorzeichen als Datenfeld-Trennzeichen anzusehen).
Das übliche Tabulatorzeichen ist das Horizontaltabulator-Zeichen (HT), das in ASCII und Unicode den Codepunkt 9 hat und als Strg+I oder ^I bezeichnet werden kann. In C und anderen Programmiersprachen kann die Escape-Sequenz \t verwendet werden, um dieses Zeichen in eine Zeichenketten-Konstante einzufügen. Das Horizontaltabulator-Zeichen wird üblicherweise durch die Betätigung der Tabulatortaste auf Standard-Tastaturen erzeugt.
Es gibt auch ein Vertikaltabulator-Zeichen (VT); dieses hat in ASCII und Unicode den Codepunkt 11 (dezimal, Strg+K bzw. ^K, Escape-Sequenz \v). Dieses bewirkte bei älteren Zeilendruckern einen Vorschub auf die nächste durch 6 teilbare Zeilenzahl; heute ist die Verwendung dieses Zeichens nicht mehr verbreitet.
Das Horizontaltabulator-Zeichen wird häufig in Quellcode-Dateien verwendet, um Einschübe gemäß der Blockverschachtelungstiefe übersichtlich darzustellen. Der Abstand zwischen den Tabulatorstopps wird dabei üblicherweise mit einem festen Wert angenommen, häufig 4, bei älteren Anwendungen auch 8. Diese Praxis ist umstritten, weil die Verwendung der Tabulatorzeichen bei Ansicht der Dateien von Leerzeichen nicht unterscheidbar ist (sofern der verwendete Texteditor die Tabulatorzeichen nicht mit einem sichtbaren Zeichen darstellt) und die korrekte Darstellung des Quelltextes davon abhängig ist, dass die aktuelle Darstellungssoftware die gleichen Tabulatorstopp-Einstellungen verwendet wie die zur Erstellung verwendete.